# Schloss Bellinghoven

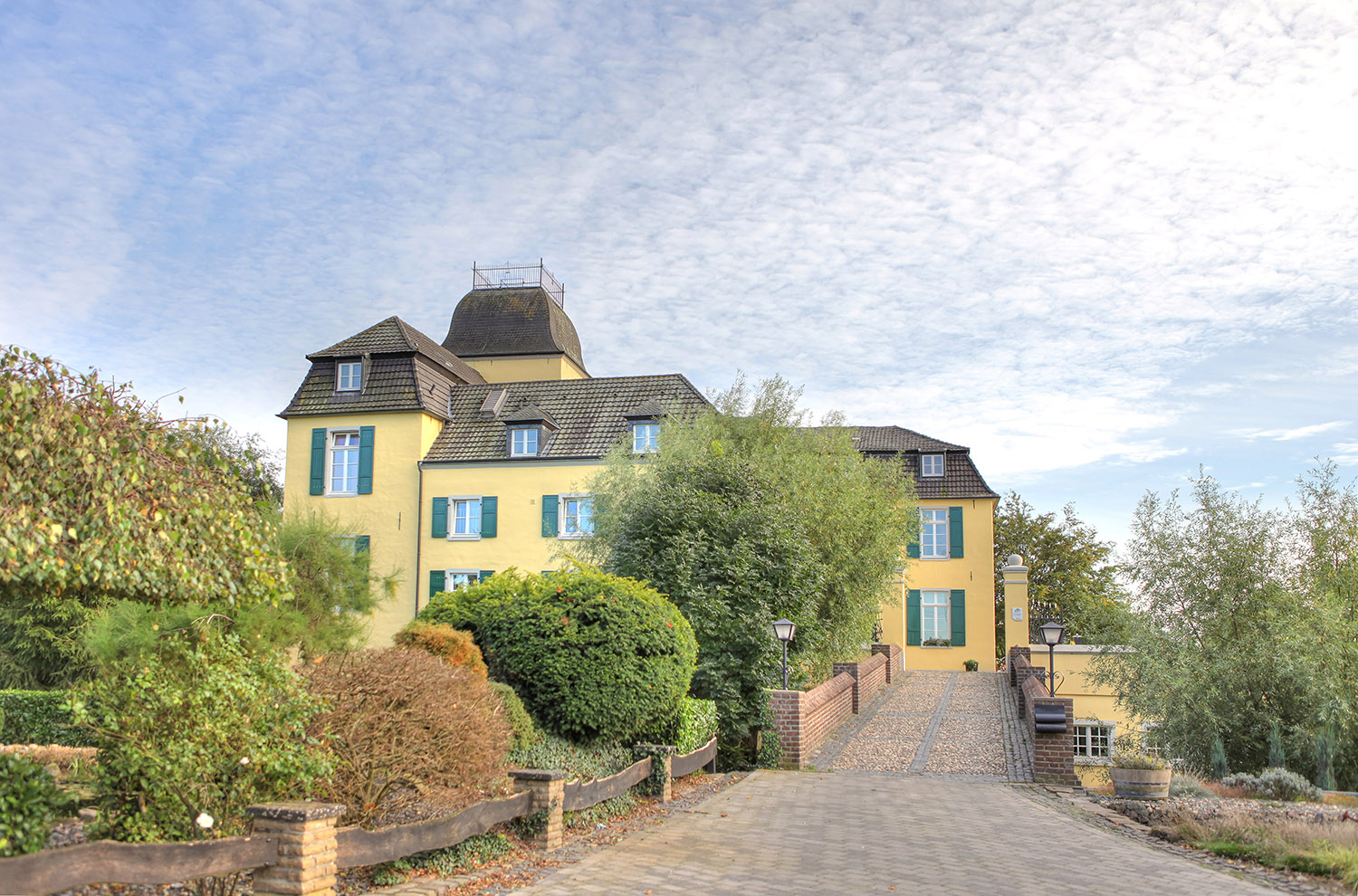
Schloss Bellinghoven (Nordseite)

Das Schloss Bellinghoven ist ein Wasserschloss außerhalb der Ortsteile Haffen und Mehr der Stadt Rees im nordrhein-westfälischen Kreis Kleve. Es liegt sechs Kilometer südöstlich von Rees in einer ehemaligen Rheinschlinge.
Im 14. Jahrhundert erstmals urkundlich erwähnt, war die damalige Burg ein Lehen der Grafen von Kleve. Durch spanische Truppen im Achtzigjährigen Krieg teilweise zerstört, wurden die wichtigsten Partien anschließend schlossartig neu errichtet und im 17. Jahrhundert nochmals verändert. Die Anlage wird heute durch den Caritasverband Oberhausen genutzt und ist nur von außen zu besichtigen.
Unweit von Schloss Bellinghoven liegt das Haus Averforth aus dem 14. (15.) Jahrhundert, mit dem im Laufe der Zeit immer wieder Verbindungen bestanden. Auch das Schloss Sonsfeld, das Haus Aspel, das Schloss Diersfordt und das Kloster Schledenhorst liegen im mittelbaren Umkreis des Schlosses.

## Geschichte

### Die Anfänge
Die Wurzeln der heutigen Schlossanlage sind in einer Motte zu suchen, die wahrscheinlich ein Ableger des Oberhofs in Mehr war. Der künstlich aufgeschüttete Erdhügel samt seinem hölzernen Turm mit Hocheingang war seinerzeit nicht nur von einem Wassergraben umgeben, sondern zusätzlich durch eine Palisade geschützt. Aufgabe der Burg war der Schutz des umliegenden Landes. Nach und nach wurde sie mit Bauten aus Stein erweitert.
Ein Gerard von Bellinghoven aus dem Adelsgeschlecht derer von Bellinghoven wurde bereits 1206 in einer Urkunde erwähnt. Die Burg selbst wurde aber erst 1325 urkundlich genannt, als ihr Bau durch Dietrich von Bellinghoven († 1305) vollendet war und er sie am 20. Dezember des Jahres Dietrich VII. von Kleve zu Lehen auftrug. Sie wurde damit zum Offenhaus der Grafen von Kleve. Im Jahr 1470 erwarb Otto von Hetterscheid das Anwesen, räumte aber seinem Vetter Johann von Bellinghoven das Recht ein, es für 300 Rheinische Gulden zurückkaufen zu können. Dies muss – zumindest teilweise – auch geschehen sein, denn Johann und seine Frau Agnes veräußerten ihren Teil am Haus Bellinghoven 1481 an den Ritter Wilhelm von Bernsau. Der Verkauf war wegen hoher Schulden nötig geworden. 1492 erwarb Wilhelm von Bernsau von Johann von der Horst, Drost des Landes Dinslaken, und seiner Frau Maria auch „die Hälfte und ihren Anteil“ am Haus Bellinghoven sowie alle damit verbundenen Rechte.

### Neuzeit

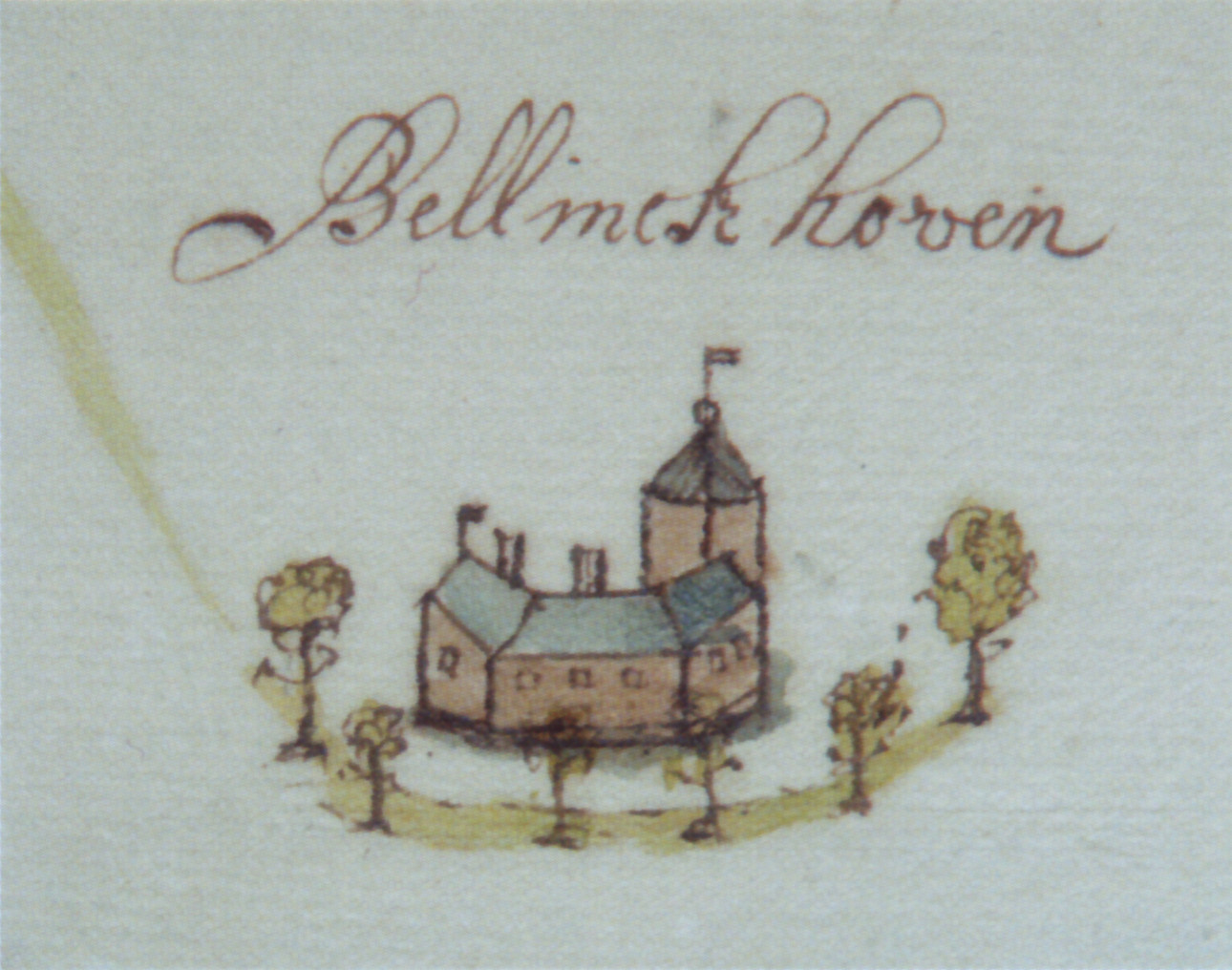
Abbildung des Schlosses aus der Zeit um 1650

Schloss Bellinghoven auf einer Postkarte aus dem Jahr 1910

Im Achtzigjährigen Krieg wurde die Burg 1598 von spanischen Truppen belagert. Nachdem die Burgbesatzung zwei Angriffe hatte abwehren können, eroberten die Spanier die Anlage im dritten Anlauf, plünderten sie und ermordeten alle Bewohner. In einem zeitgenössischen Bericht über das Ereignis heißt es: „zween sturm abgeschlagen, den dritten verlohren: Alles geplundert, und alles was von menschen darauf gewesen ermordet.“ Die Gebäude brannten dabei zum Teil nieder. Nach Abzug der Spanier ließ der damalige Burgbesitzer Konrad von Bernsau die wichtigsten Gebäude jedoch schlossartig wieder aufbauen.
Nach Konrads Tod 1607 folgte ihm der klevische Amtmann in Bislich-Mehr-Haffen Wyrich von Bernsau als Besitzer nach. Dieser ließ das Schloss durch einige Zubauten ergänzen und Details an den Gebäuden verändern. Während seiner Zeit als Schlossbesitzer erhob der Große Kurfürst Friedrich Wilhelm von Brandenburg Bellinghoven 1649 samt den Kirchspielen von Haffen und Mehr zur Herrlichkeit. Bei Wyrichs Tod im April 1656 erbte sein Sohn Wilhelm die Anlage. Er hielt sich jedoch überwiegend in Holland auf, wo seine Familie durch seine Mutter ebenfalls Besitzungen hatte. Im Holländischen Krieg plünderten und verwüsteten französische Truppen das Schloss im Jahr 1672. Es teilte damit das Schicksal des nahe gelegenen Schlosses Sonsfeld. Wilhelm gehörte dem reformierten Glauben an und gab der örtlichen evangelischen Kirchengemeinde die Erlaubnis, alle 14 Tage Gottesdienste in seinem Schloss Bellinghoven abzuhalten. Diese Gepflogenheit fand jedoch nach seinem Tod unter seinem katholischen Schwiegersohn ein Ende. Wilhelms Tochter Margareta hatte gegen den Willen ihres Vaters den Grafen Franz Kaspar Adrian Schellart von Obbendorf geheiratet. Nach dessen Tod ging sie eine zweite Ehe mit Franz Kaspar Schellart von Obbendorf ein, aus der ihre beiden einzigen Kinder, zwei Töchter, entsprangen. Die ältere der beiden, Elisabeth Henriette Maria Victoria, heiratete am 26. Juli 1695 den in Geldern auf Schloss Haag ansässigen Wilhelm Adrian von und zu Hoensbroech, Erbmarschall des Herzogtums Geldern, und brachte ihm 1704 – nach dem Tod ihrer Mutter im Jahr 1702 – das Schloss Bellinghoven zu.
Joseph von Hoensbroech verkaufte die Anlage mit Erlaubnis der preußischen Königs am 1. Juli 1788 an den reformierten Prediger Johann Gottfried von Manger. Er ließ die Gebäude des seinerzeit landtagsfähigen Ritterguts umbauen und gab der Anlage im Wesentlichen ihre heutige Gestalt. In der französischen Zeit bekleidete von Manger das Amt des Bürgermeisters in der Mairie Haldern, hatte jedoch durch die napoleonische Verwaltungsreform die ehemals mit Bellinghoven verbundenen Herrschaftsrechte verloren. Nach von Mangers Tod im Jahr 1823 wechselte Bellinghoven durch Kauf und Verkauf mehrfach den Besitzer. Unter diesen finden sich die Familien Luyken, Münster und Haniel.

### Heutige Nutzung
Nach dem Zweiten Weltkrieg erwarb die Bergwerksgesellschaft Walsum die Anlage. Der dazugehörende Landbesitz wurde als Entschädigung an Landwirte vergeben, die wegen des Bergbaus ihren Hof aufgeben mussten. Das Schloss selbst überließ sie mit ein wenig Landbesitz dem Katholischen Jugendwerk in Duisburg-Hamborn. Dieses gab es 1974 kostenlos an den Verein „Die Brücke“ weiter, der das Gebäude zu einem Heim für gefährdete Jugendliche machte. Dafür wurden von 1974 bis 1976 umfangreiche Renovierungsarbeiten sowie Um- und Ausbaumaßnahmen durchgeführt. Dabei wurden mittelalterliche Tonscherben und Knochenreste im Schlosshof gefunden. Seit 1983 betreibt der Caritasverband Oberhausen im Schloss eine heilpädagogische Einrichtung für junge Erwachsene mit seelischer Beeinträchtigung.

## Beschreibung

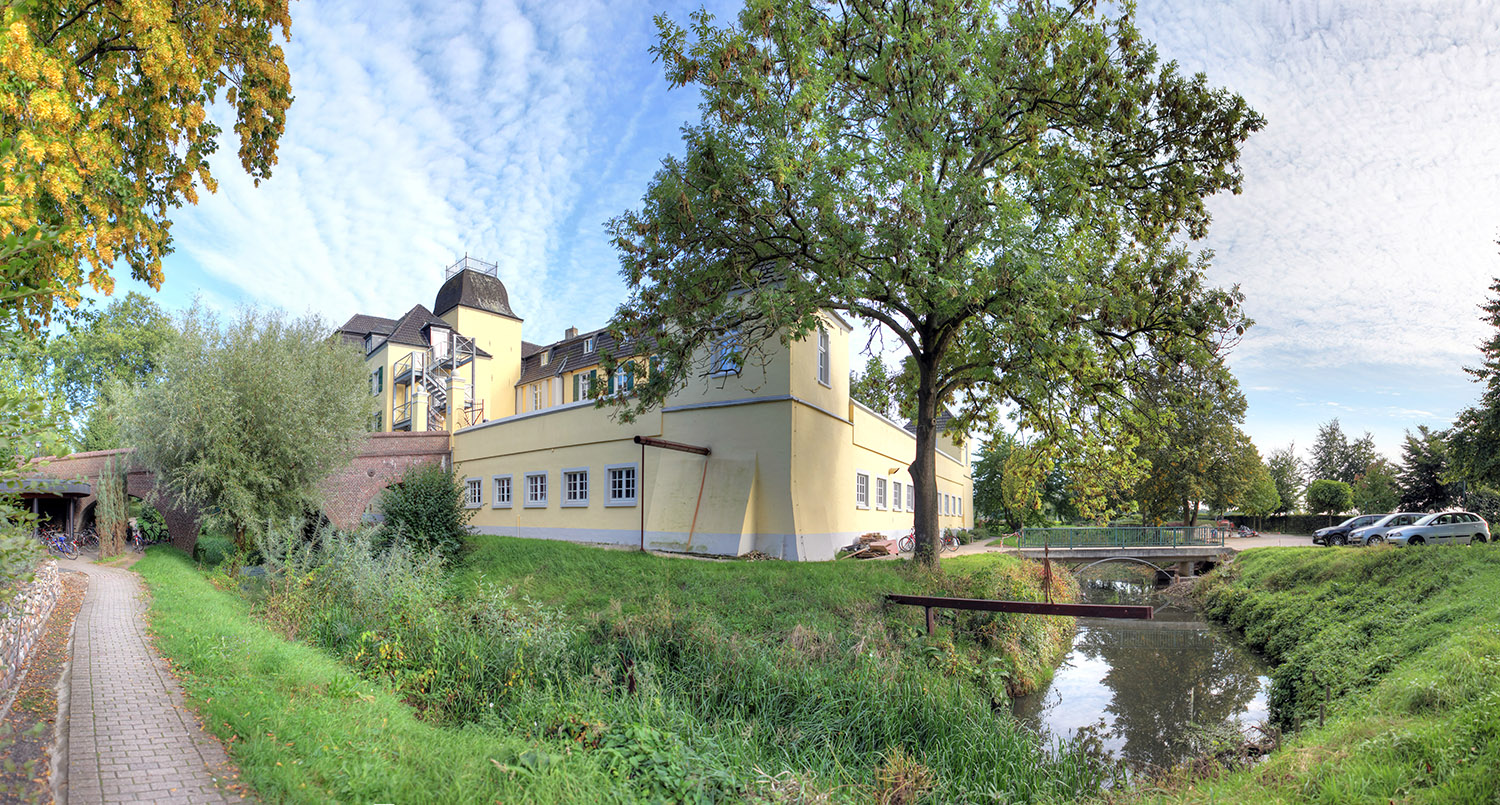
Schloss Bellinghoven (von Nordwest mit Schlossgraben)

Schloss Bellinghoven steht auf einer rechteckigen, wasserumwehrten Insel, deren gesamte Fläche von einem Kellergeschoss eingenommen wird, auf dem sich darüber das Schlossgebäude mit Mansarddach erhebt. Das Niveau der Insel ist etwas höher als das des Umlandes, sodass der Hauptzugang, eine dreibogigen Steinbrücke an der nördlichen Längsseite, vom Außenrand des Wassergrabens zur Schlossinsel hin ansteigt. Ein weiterer, schmaler Zugang existiert an der Ostseite. Der östliche Teil der Insel wird von einem dreiflügeligen Hauptgebäude in Hufeisenform eingenommen, während der westliche Teil eine Art Terrasse bildet. Sie ist von einer Brüstungsmauer umgeben und besitzt schlanke, quadratische Ecktürme mit Zeltdach. Die beiden Seitenflügel des Haupthauses sind unterschiedlich groß: der jüngere nördliche ist schmaler als sein südliches Pendant, und seine zwei Geschosse fallen niedriger aus als die beiden Stockwerke des Südtrakts. Der mittlere Flügel besitzt in seiner Mitte einen viergeschossigen Turm mit barocker Schweifhaube und einer bekrönenden Aussichtsplattform, die von einem schmiedeeisernen Gitter umgeben ist, so wie es auch auf Schloss Falkenlust der Fall ist. Das im Südflügel befindliche Portal des Hauses ist von vier Pilastern gerahmt und zeigt über dem Sturz einfache Stuckornamente aus dem 18. Jahrhundert.
Die heutigen Gebäude stammen vermutlich aus dem 16. und 17. Jahrhundert, stehen aber auf wohl älteren Kellergeschossen, worauf deren wesentlich größere Mauerstärken hinweisen. Außerhalb der Schlossinsel gibt es keine Bodenstrukturen, die auf eine ehemalige Garten- oder Parkanlage hinweisen. Auch in alten Karten sind solche nicht verzeichnet, und ebenso gibt es in Urkunden keinen Hinweis darauf. Schloss Bellinghoven ist damit eines der wenigen Herrenhäuser am Niederrhein, für die weder ein Garten noch ein Park nachzuweisen ist.